# Ligação quádrupla

A estrutura do acetato de cromo(II) contém uma ligação quádrupla entre os dois átomos de cromo.

Uma ligação quádrupla é um tipo de ligação química entre dois átomos que envolve oito elétrons. Essa ligação é uma extensão das ligações químicas mais comuns, duplas e triplas. Ligações quádruplas estáveis são mais comuns entre os metais de transição no meio do bloco d, tais como rênio, tungstênio, tecnécio, molibdênio e cromo.